# مجتمع أممي
المواطنة العالميةهي الأيديولوجية التي تقول إن جميع البشر ينتمون إلى مجتمع واحد، على أساس الأخلاق المشتركة. يسمى الشخص الذي يلتزم بفكرة المواطنة العالمية في أي شكل من أشكالها، كوسموبوليتاني أو مواطن عالمي. تقترح المواطنة العالمية في الأصل، إنشاء بوليس كوزمو أو «حكومة عالمية» للبشرية جمعاء. يشبه المصطلح العولمة والعالمية.
قد يعتمد مجتمع المواطنة العالمية على الأخلاق الشاملة أو العلاقة الاقتصادية المشتركة أو الهيكل السياسي الذي يشمل جميع الأمم باختلافها. في مجتمع المواطنة العالمية، يشكل جميع الأفراد الذين ينتمون إلى أماكن مختلفة (مثل الدول القومية)، علاقات تستند على الاحترام المتبادل. يقترح كوامي أنتوني أبيا على سبيل المثال، إمكانية وجود مجتمع المواطنة العالمية، يدخل فيه الأفراد من مواقع وظروف مختلفة (المادية والاقتصادية إلخ) في علاقات تستند على الاحترام المتبادل رغم اختلاف معتقداتهم (الدينية والسياسية وما إلى ذلك).
حُددت بعض المدن والمواقع المختلفة (جغرافيًا) سابقًا أو حاليًا، على أنها تمتلك سمات «المواطنة العالمية»، لكن هذا لا يعني بالضرورة اعتناق وإيمان جميع أو معظم سكانها بالفكرة الفلسفية المذكورة أعلاه. بدلاً من ذلك، يمكن تسمية سكان تلك المدينة بـ«المواطنين العالميين» لمجرد عيش الكثير من الأشخاص من خلفيات عرقية وثقافية و/أو دينية مختلفة على مقربة والتفاعل مع بعضهم البعض.

## التأصيل
تُشتق الكلمة من اليونانية القديمة: (κοσμοπολίτης)، أو كوسموبوليتيس، تتكون من (κόσμος: كوسموس)، أي «العالم» أو «الكون»، و (πολίτης: بوليتيس)، والتي تعني «المواطن» أو «[واحد ] من المدينة». يعرّف الاستخدام المعاصر المصطلح ب «مواطن العالم».

## التعريفات
عادة ما تُعرف المواطنة العالمية بالتعريف ذو الأصل اليوناني «مواطن العالم». ومع ذلك، وكما يشير أبيا، فإن «العالم» بمعناه الأصلي يعني «الكون» عمومًا، وليس الأرض أو الكرة الأرضية كما يفترض الاستخدام الحالي. يرد تعريف واحد في كتاب حديث يتكلم عن العولمة السياسية، ليعالج هذه القضية:
«يمكن تعريف المواطنة العالمية على أنها سياسة عالمية، فهي تتكلم أولاً عن المشاركة السياسية المشتركة بين جميع البشر في جميع أنحاء العالم، وتشير ثانياً، إلى أن هذه الاشتراكية يجب أن تكون مميزة أخلاقيًا أو تنظيميًا مقارنة بغيرها من الأشكال الاشتراكية».
يعد المصطلح الصيني تيان خا (كل ما تحت السماء)، مرادفًا لكلمة الإمبراطورية، أعيد تفسيره أيضًا في العصر الحديث ليكون مفهومًا للكوسموبوليتية، واستخدمه الحداثيون في ثلاثينيات القرن العشرين عنوانًا لمجلة «تيان خا الشهرية»، الصادرة باللغة الإنجليزية في مدينة شنغهاي، والتي تتكلم عن الفنون والحروف العالمية. كما ترجم الكتّاب الصينيون المعاصرون متعددي اللغات أيضًا، مثل لين يوتانغ وون يوان نينغ، المواطنة العالمية باستخدام مصطلح شيجي زهويي، وهو المصطلح الأكثر شيوعًا الآن (إيديولوجية العالم).

## الرابط الفلسفي

### الجذور الفلسفية
يمكن إرجاع فكرة المواطنة العالمية إلى ديوجانس الكلبي (حوالي 412 قبل الميلاد)، الأب المؤسس للحركة الكلبية أو ما يسمى أيضًا بالفلسفة التشاؤمية في اليونان القديمة. يقال عن ديوجانس: «عندما سُئل من أين أتى، أجاب: أنا مواطن من هذا العالم (كوسموبوليتيس)». كان أوسع نطاق لأساس الهوية الاجتماعية في اليونان القديمة في ذلك الوقت، إما دولة مدينة فردية أو دولة إغريقية (وجود إغريقيين في مجموعة). كان المُنظمّون لمذهب الرواقيين، الذين أخذوا فكرة ديوجانس في وقت لاحق وطوروها، يركزون على مفهوم معين، وهو أن كل إنسان «يسكن في مجتمعين -المجتمع المحلي لميلادنا، ومجتمع الجدل والطموح الإنساني».
توجد طريقة شائعة لفهم المواطنة العالمية الرواقية، وذلك من خلال نموذج دائرة هيروكليس الممثلة للهوية التي تنص على أنه ينبغي لنا أن نعتبر أنفسنا دوائر متحدة المركز؛ تدور الدائرة الأولى حول الذات ثم مباشرة العائلة، الأسرة الممتدة، مجموعة الأشخاص المحليين، مواطني الدولة وأبناء البلد، ثم الإنسان عمومًا. يشعر البشر داخل هذه الدوائر، بشعور من «التقارب» أو «التحبب» تجاه الآخرين، وهو ما أطلق عليه الرواقيون اسم οἰκείωσις: أويكيوسيس. عندئذ تصبح مهمة مواطني العالم «رسم الدوائر بطريقة أو بأخرى باتجاه المركز، ما يجعل جميع البشر أشبه بسكان مدينتنا، وهكذا».